# 諏訪神社 (出雲市斐川町学頭)
諏訪神社（すわじんじゃ）は島根県出雲市斐川町学頭に所在する神社。

## 歴史
天文8年（1539年）7月7日に高瀬城主であった米原綱広らが諏訪大社からこの地に分霊を勧請したのを創建とする。慶長14年（1609年）10月23日には現在地に移転し、社殿等の拡充が行われた。享保2年（1717年）に編纂された地誌『雲陽誌』には「諏訪大明神」とあるが、明治4年（1871年）12月に村社となり「諏訪神社」に改称する。明治40年（1907年）2月16日に神饌幣帛料供進の指定社に列せられ、明治43年（1910年）には高瀬神社を合祀する。

## 祭神
主祭神
建御名方大神
神徳は「五穀豊穣・交通安全・開運長寿・家内安全」とする。
配祀
- 神功皇后[1]
- 武内宿禰[1]
- 米原平内兵衛綱寛（高瀬神社）[1]

## 施設
境内

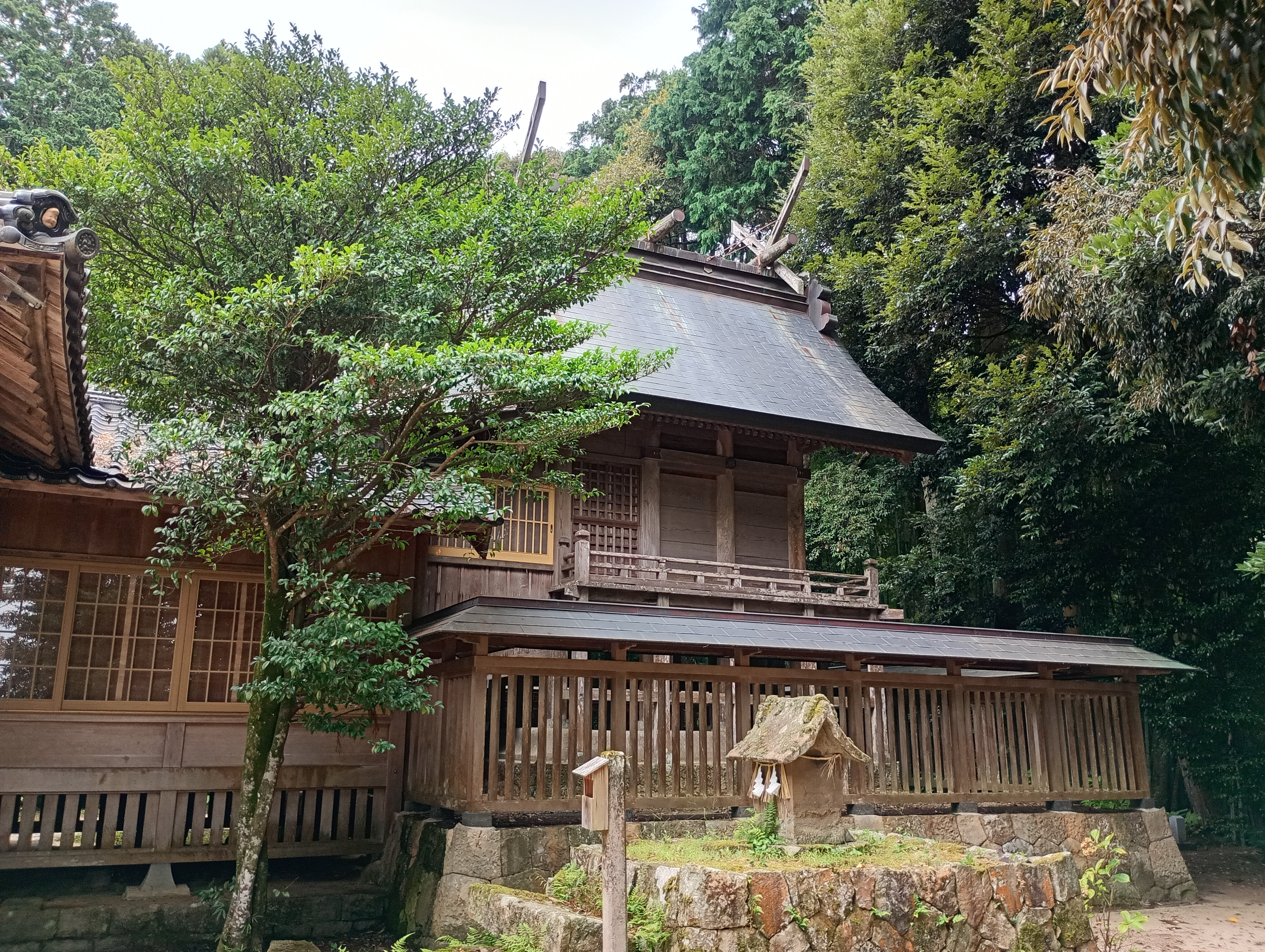
諏訪神社の本殿

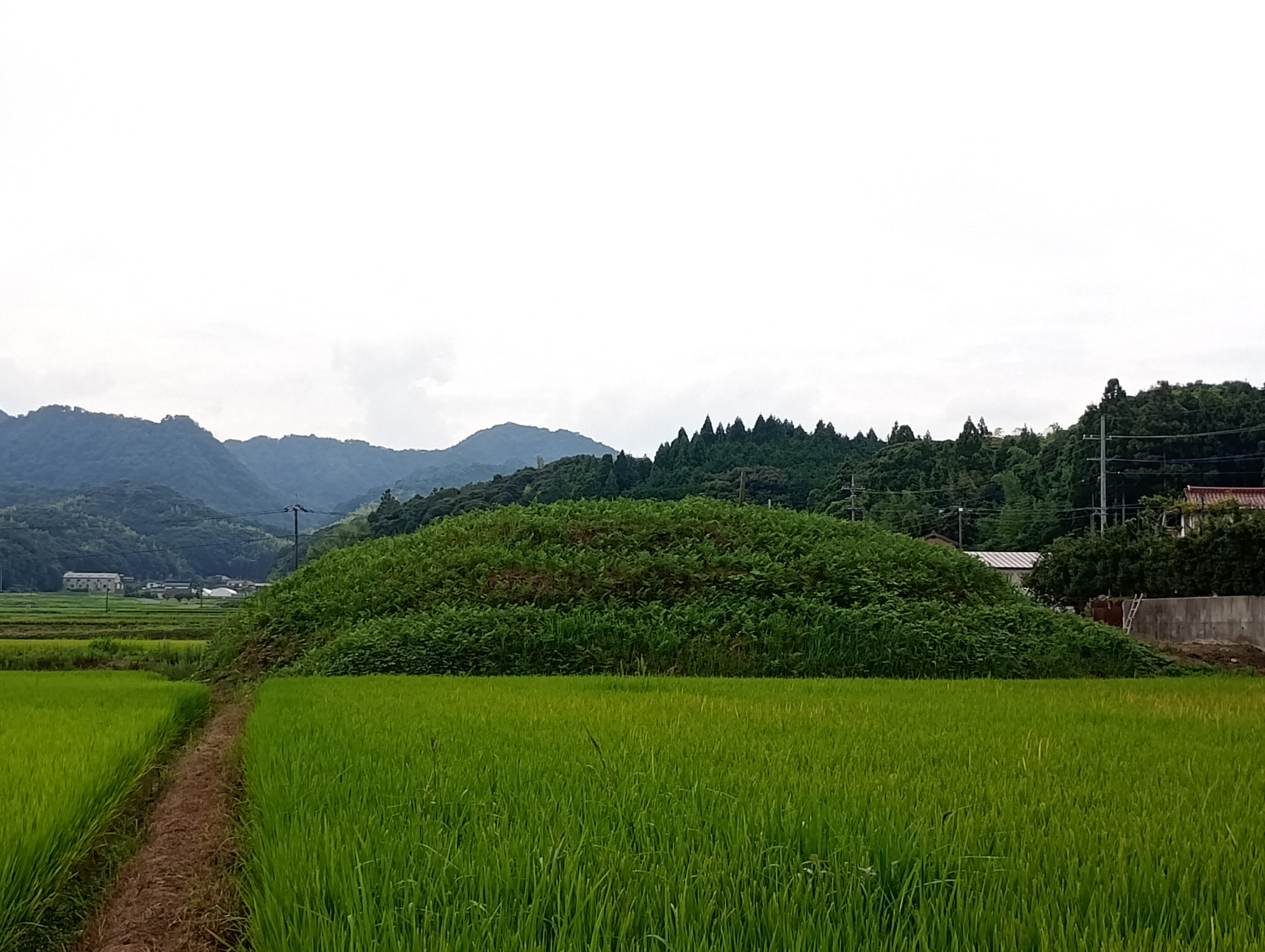
小丸子山古墳

- 本殿 - 大鳥造（回縁付）、間口2間、奥行3間[1]
- 幣殿 - 切妻造、間口2間、奥行1.5間[1]
- 通殿 - 切妻造、間口6間、奥行3間[1]
- 境内社[注釈 3]
  - 田中神社（祭神：大己貴神）[1]
  - 若宮神社（祭神：武御雷神、経津主神、塚神）[1]
  - 八坂神社兼菅原神社（祭神：素盞鳴尊、菅原道実）[1]
  - 大神山神社（祭神：大国主神）[1]
  - 惣荒神社兼御魂神社兼稲荷神社（祭神：大年神、奥津彦神姫神、倉稲魂命）[1]
  - 金刀比羅神社（祭神：大己貴神、崇徳上皇）[1]

境外
- 小丸子山古墳 - 出雲市指定史跡（後述）。
- 小丸山神社（祭神：不明） - 「戦国時代の塚」とされる[1]。

## 神事・祭事など
- 例祭 - 10月23日[1][2]。1717年の『雲陽誌』では「祭礼七月廿七日」としている[3]。
- 祈年祭 - 3月[1]。
- 新嘗祭 - 12月[1]。
- 頭家制度 - 10月20日に御分霊を奉遷[注釈 4]、23日に頭家祭りを行う[1]。

## 指定文化財
出雲市指定有形文化財（古文書）
- 諏訪神社の棟札（4枚） - 2009年3月3日指定[4]。

出雲市指定史跡
- 小丸子山古墳（1基） - 1990年11月5日指定[4]。